# ソフィー・ド・ゲーテ
ソフィー・ド・ゲーテ（Sophie de Goede、1999年6月30日 - ）は、カナダの女子ラグビー選手。

## プロフィール
- カナダ・ビクトリア出身[1]。
- ポジションはナンバーエイト(No8)。
- 身長 175cm、体重 80kg
- 女子カナダ代表キャップは14（2022年12月現在）。

## 略歴
2022年、ラグビーワールドカップ2021のカナダ代表に選ばれて主将を務めた。

## 受賞歴
- ワールドラグビー女子15人制ドリームチーム:2022年[3]